# Mount Clarke (berg i Antarktis, lat -85,08, long 172,30)
Mount Clarke är ett berg i Antarktis. Det ligger i Östantarktis. Nya Zeeland gör anspråk på området. Toppen på Mount Clarke är 3 211 meter över havet.
Terrängen runt Mount Clarke är kuperad åt sydväst, men åt nordost är den bergig. Trakten är obefolkad. Det finns inga samhällen i närheten.